# Levenia
Levenia es un género de foraminífero bentónico normalmente considerado un subgénero de Pamirina, es decir, Pamirina (Levenia), y sustituido por Levenella de la subfamilia Staffellinae, de la familia Staffellidae, de la superfamilia Fusulinoidea, del suborden Fusulinina y del orden Fusulinida. Su especie tipo era Pamirina leveni. Su rango cronoestratigráfico abarcaba desde el Kubergandiense (Kunguriense, Pérmico inferior) hasta el Murgabiense (Pérmico medio).

## Discusión
Clasificaciones más recientes incluyen Levenia en la superfamilia Staffelloidea, y en la subclase Fusulinana de la clase Fusulinata.

## Clasificación
Levenia incluye a las siguientes especies:
- Levenia leveni †, también considerado como Pamirina (Levenia) leveni †, y aceptado como Levenella leveni †
- Levenia shazitangensis †, también considerado como Pamirina (Levenia) shazitangensis †, y aceptado como Levenia shazitangensis †